# Dinastia safàvida
La dinastia safàvida o sefèvida (persa: Safaviān - صفویان; àzeri: صفوی‌لر - Səfəvilər) va regnar sobre Pèrsia del 1501 al 1736. Successor dels timúrides, són la primera dinastia totalment independent que va governar l'Iran durant gairebé 500 anys. Els safàvides provenen d'un orde religiós sunnita del sufisme militant que es va desenvolupar entre els segles XIV XIV. Tot i que parlen turc, falta informació fiable en aquesta àrea perquè, un cop consolidat el seu poder a Pèrsia, els safàvides van falsificar deliberadament testimonis relacionats amb els seus orígens. Convertit a l'Imanisme durant el segle xv, potser sota Khwajeh Ali o sota Jonayd, van proclamar aquesta branca de l'Islam com a la religió de l'Estat quan el seu líder, Ismail, va prendre el poder el 1501. Amb el suport dels nòmades turcs Kizilbaix, Ismaïl va regnar des de 1508 sobre tots els territoris dominats anteriorment pels Aq Qoyunlu, també de parla turca. A partir del 1510, els safàvides, accedeixen al poder de la mà de la creació d’una teocràcia dirigida pel xa, i s'oposen a l'est als uzbeks, també de parla turca i dirigits per Mohàmmad Xaibani, i a l’oest als otomans, defensors del sunnisme. La dinastia va assolir el seu apogeu sota Abbas I el Gran, xa entre 1588 i 1629, entre les funcions religioses i polítiques de l'imperi, i implementant una guàrdia personal composta d'esclaus islamitzats , ghulams per contrarestar el poder de les tribus Kizilbaix. Amb l’ Imperi Otomà, l’ Imperi Xerifià i l’ Imperi mogol, els safàvides són una de les quatre grans potències del món musulmà, que manté contactes amb els governants europeus, desitjant establir una aliança contra la Sublim Porta (referint-se a l'Imperi Otomà).

## Orígens
Els safàvides provenien de la tariqa(" confraria religiosa ") dels Safavieh fundada pels kurds Xeic Safi al-Din Ardabili (1252 - 1334), que el converteix en l'equivalent islàmic de la dinastia Hohenzollern, resultant de la" privatització "De l'orde teutònic d'Albert de Brandenburg, quasi contemporània d'Ismail Ier.
L’arribada al poder dels safàvides està directament relacionada amb el desenvolupament del sufisme a l’Iran i l’Àsia central. Els Safàvides tenien la seva seu a Ardabil, entre Tabriz i el Caspi, a l'Azerbaidjan iranià. La direcció espiritual dels safàvides sembla haver estat hereditària, passant del fundador Safi al-Din Ardabili al seu fill, Sadr al-Din Mousa († cap al 1391). A continuació al seu fill Khwadja Ali († 1429) que va passar al seu fill Ibrahim († 1447) i a continuació al seu fill, Djunayd. El 1447, el xeic Djunayd és expulsat d'Ardabil per Jahan-Xah, el cap de la federació tribal turcmana de Qara Qoyunlu, l' " Ovella negra ". Després es va aliar amb els seus adversaris, l'Aq Qoyunlu, el " Ovelles blanques" i segellant aquesta aliança amb el casament amb Begum Khadidja, la germana d'Uzun Hasan (1423-1478), ell mateix líder de l'Aq Qoyunlu. Al seu torn, el seu fill Xaïkh Haydar es casa amb Halima, la filla d’ Uzun Hasan que és, a través de la seva mare Despina Khatun, la néta de l'emperador Joan IV de Trebisonda.
Després de la mort d'Uzun Hasan, el seu fill Yakub, sentint-se amenaçat pel poder creixent dels Safàvides, es va aliar amb el mestre de Xirvan i, el 1488, va derrotar i matar Haydar a Tabarsaran. Va perseguir el seu fill gran, Ali Mirza, que abans de morir designava el seu germà petit Ismail I per fer-se càrrec del cap de la tariqa.

## Presa del poder i primeres conquestes
Al segle xiv, Ardabil era el centre d’una organització destinada a mantenir els líders safàvides en contacte amb els seus murides (" mestres espirituals "), als territoris que ara són Azerbaidjan, Iraq i Anatòlia oriental. L'organització estava controlada mitjançant els khalifat al-kholafa que nomenava representants (khalifa) a les zones on la propaganda safàvida activa. Al seu torn, els khalifa tenien subordinats anomenats pira. La seva presència a l'Anatòlia oriental representava una greu amenaça per als otomans, ja que animaven la població xiïta d'Àsia Menor a revoltar-se contra el sultà.
El 1499 Ismail, el jove cap de l'ordre safàvida, va deixar Lanjan per Ardabil per tal de reclamar el poder. Durant l'estiu del 1500, gairebé 7000 dels seus seguidors de les tribus turkmanes d'Anatòlia, Síria i l'Iraq van convocar els Kizilbaix per donar-li suport. Al cap d'aquestes tropes, va començar dirigint una campanya punitiva contra els Xirvanxah (governant dels Xirvan). Encabat va buscar venjança per la mort del seu pare Heydar i del seu avi a Shirvan. Després de derrotar el xirvanxah Farrokh Yassar, es trasllada al sud cap a Azerbaidjan on els seus 7 000 guerrers Kizilbaix derroten una força de 30 000 Aq Qoyunlu sota les ordres d’ Alwand Mirza. Després prenen Tabriz, marcant així la base de l’ estat safàvida.
Durant la primera dècada del segle xvi, els Kizilbaix estenen el poder safàvid a la resta de Pèrsia, fins a Bagdad (presa el 1508) i l'Iraq, anteriorment sota el control d'Aq Qoyunlu.
El 1510, el Shah Ismail va enviar un gran contingent de Kizilbaix a Transoxiana per donar suport al sobirà Timurid Baber, en guerra contra els uzbeks. Prop de Merv, els kizilbaixos derroten als uzbeks i maten al seu líder, Muhammad Xaibânî, de la dinastia mongola Xibànida. L’ Amudarià esdevé la frontera entre l’Imperi Safàvida i els uzbeks. Els kizilbaixos van assegurar Samarcanda a nom de Baber, que va ser expulsat el 1511 i es va dirigir al nord de l'Índia. No obstant això, el 1512, tot un exèrcit de kizilbaixos va ser destruït pels uzbeks després de la revolta dels turcomans kizilbaixos contra el seu vakil d'origen persa i el seu comandant, Amir Nadjm. Aquesta forta derrota marca el final de l'expansió i la influència safàvida a Transoxiana (aproximadament Uzbekistan i el sud-oest del Kazakhstan modern). Les fronteres nord-orientals de l'Iran seguiran sent vulnerables a les invasions nòmades.

## Unificació de l'estat

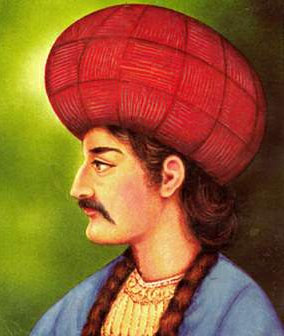
Shah Ismail, el fundador de la dinastia safàvida.

Sota la direcció d’ Ismail I, primer governant safàvida, es va decidir la conversió de l’Iran a l'imamisme. Aquesta conversió resulta del desig d’afirmar-se davant la dominació dels otomans sunnites. La conversió permet constituir les bases d’un Estat fort a partir d’una identitat específica. Els safàvides també van utilitzar els seus recursos per convertir un gran nombre d’iranians al xiisme. Durant els regnats dels primers safàvides, l'Iran es va convertir en una teocràcia. la seva victòria es va representar en els registres de safàvices com una victòria sobre els mitològics turanians. Tanmateix, aquesta afició a les llegendes iranianes no es limitava només a la d’Ismail i l’Iran safàvida; Tant Muhammad Shaybani, Selim I, com posteriorment Babir i la seva descendència mogol, es van associar a aquestes llegendes. Independentment de les seves diferències creixents, Àsia occidental, central i del sud seguia un model de cultura i regnat persa comú. De fet, Ismail I els partidaris reconeixen com el murshid kamil " el guia perfecte ".

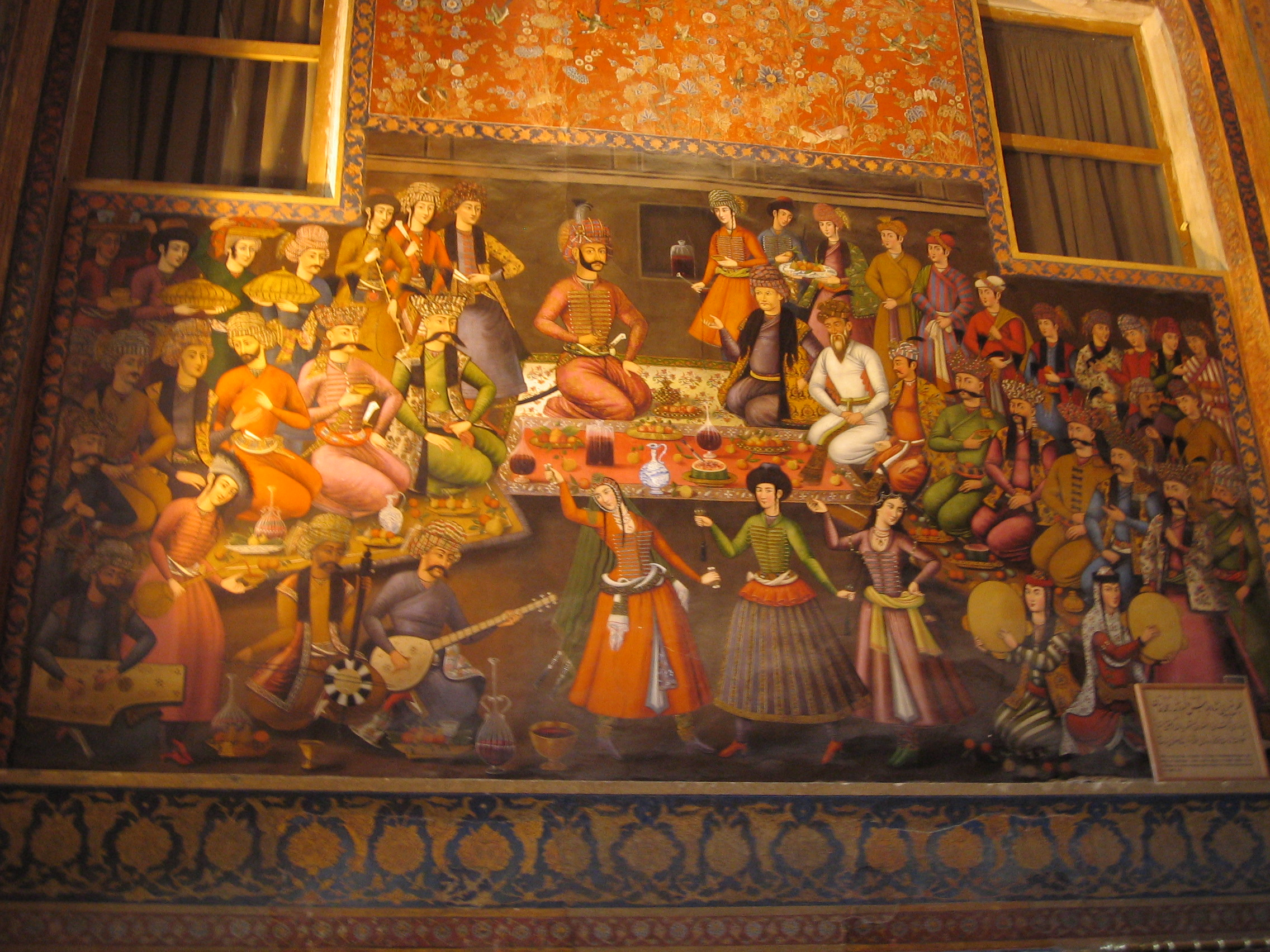
Fresc de Chehel Sotoun anb el Xa Abbas I el Gran rebent a Vali Nadr Muhammad Khan.

El principal problema dels safàvides era crear un estat unificat, una tasca que era difícil atesa la diversitat ètnica del país. De fet, havien de fer coexistir els seus partidaris de parla turca amb els perses, les seves tradicions de combat amb la burocràcia iraniana, i la seva ideologia mesiànica amb els requisits administratius d’un estat territorial. Les institucions del primer estat safàvida reflecteixen aquests esforços per integrar i equilibrar aquests diferents elements. Els càrrecs administratius estaven controlats majoritàriament pels perses, mentre que els turcomans ocupaven els càrrecs militars.
A més, els safàvides es van enfrontar a amenaces externes, sobretot les dels uzbeks, que els van atacar a la frontera nord-est i van atacar el Khorasan (regió nord-est de l'Iran), així com els otomans., que lluitaven contra l'Iran al Caucas i a Anatòlia. Els safàvides recolzaren una revolta religiosa dels Kizilbaix a l'Anatòlia otomana el 1512. El sultà Baiazet II va ser deposat pel seu fill Selim I, que es va converitir en califa, i va inaugurar el seu regnat reprimint durament els kizilbaixos. Llavors va llançar les seves tropes contra els safàvides, guanyant la batalla de Çaldiran, el 1514, que marca la nova frontera entre els otomans i els safàvides. Els otomans s'apoderen llavors de l'Iraq actual, així com de la històrica Armènia. Selim va massacrar milers de xiïtes i va prendre severes mesures contra aquesta heretgia. Tot i que els safàvides depenien essencialment d’una cavalleria d’arquers, basant-se en mètodes de combat turco-mongol, la batalla de Çaldiran marca la victòria de la tecnologia otomana. Aquesta última tenia, a més de la cavalleria i els geníssers, un cos d'artilleria.
A l'est, els safàvides aconsegueixen guanyar els uzbeks, que ocupen Khorasan, en particular amb l’ajut de canons, que els van proporcionar els portuguesos, que havien ocupat Ormuz, a l'entrada del golf Pèrsic, des de 1516. Tahmasp I, successor d’Ismail, guanya contra l’uzbek Abu-l-Ghazi-Ubaid-Al·là per controlar Herat (actual Afganistan) el 1528.

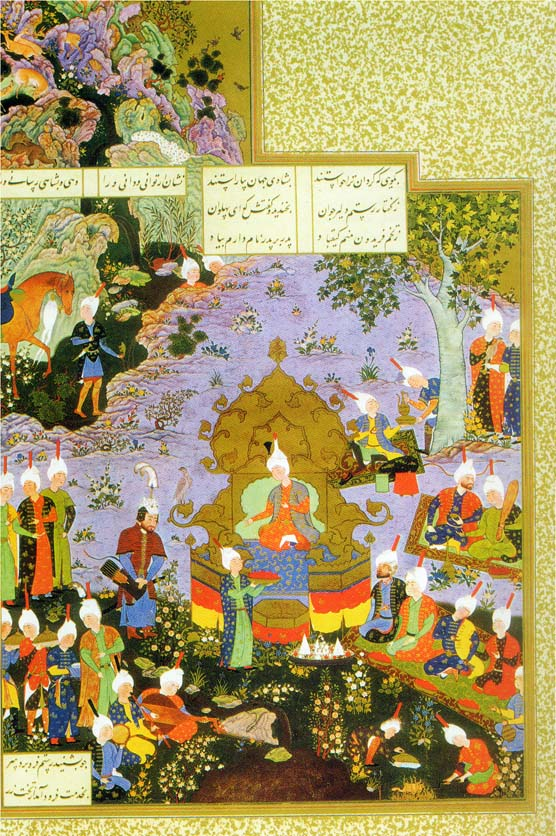
Pàgina d'un Shah Nâmeh (Gran Shâh Nâmeh de Shah Tahmasp ?), Iran, primera meitat del XVI XVI segle.

La derrota dels safàvides contra els otomans a Çaldiran, que condueix a l’ocupació de la capital safàvida, Tabriz, marca un punt d’inflexió en la història dels safàvides. El Xa ja no es pot considerar una figura semi-divina, i la seva influència disminueix sobre diversos caps dels Kizilbaixos. Després del setge de Viena el 1529 i la pau conclosa amb el Sacre Imperi Germànic, els otomans es van girar cap a l'est i van lluitar contra els safàvides a la frontera occidental de l'Iran, prenent Bagdad i el sud d'aquest. Iraq al 1533. Dues altres grans ofensives foren llançades per Solimà el Magnífic, fill de Selim Ier, el 1537 i el 1548. Malgrat tot, la política de terra cremada practicada pel xà obliga els otomans a retirar-se, fins i tot quan en sortien victoriosos.
El 1542, el xa Tahmasp va rebre a la seva cort al segon emperador mogol, Humâyûn, que va ser derrotat pel líder afganès Xer-Xah Sûrî. Ismail II concedi ajuda militar, que va permetre a Humâyun reconquistar Kandahar, Peshawar, Lahore i Delhi, tornant al seu tron després de quinze anys d'exili. El pintor Bihzad, al capdavant de l'estudi d’artistes del xa, envia dos dels seus estudiants a la cort d’Humâyun. A més d’aquesta influència artística, aquesta estada de l'emperador mogol, un sunnita convertit al xiisme per consell urgent del xa, tindrà una influència duradora a l’Índia d’aquesta cultura persa. A canvi d'aquesta ajuda militar, Kandahar, recuperat per Humâyun contra el seu germà Kamran Mirza, es va oferir al xa, nomenant virrei al seu fill Mourad, que llavors era un nen. Un cop mort, Humâyun va prendre el control final de Kandahar.
El 1555, el sultà va fer les paus amb el xa Tahmasp I (Tractat d'Amasya) : els safàvides perden definitivament l’Iraq, les sagrades ciutats xiïtes de Najaf i Kerbala, però conserven Azerbaidjan i una gran part del Caucas.
Les batalles van continuar al Caucas i a l'Iraq fins al 1639, any en què es va signar el tractat de Zuhab, com una confirmació de la Pau d'Amasya que va establir fronteres entre les dues potències, que es van mantenir pràcticament inalterades fins a principis del segle xx. l'Imperi Otomà fou aliat a França amb Francesc I,i per oposició als Habsburg, conduint al seu torn a l'aliança safàvida amb Carles V del Sacre Imperi Romanogermànic.

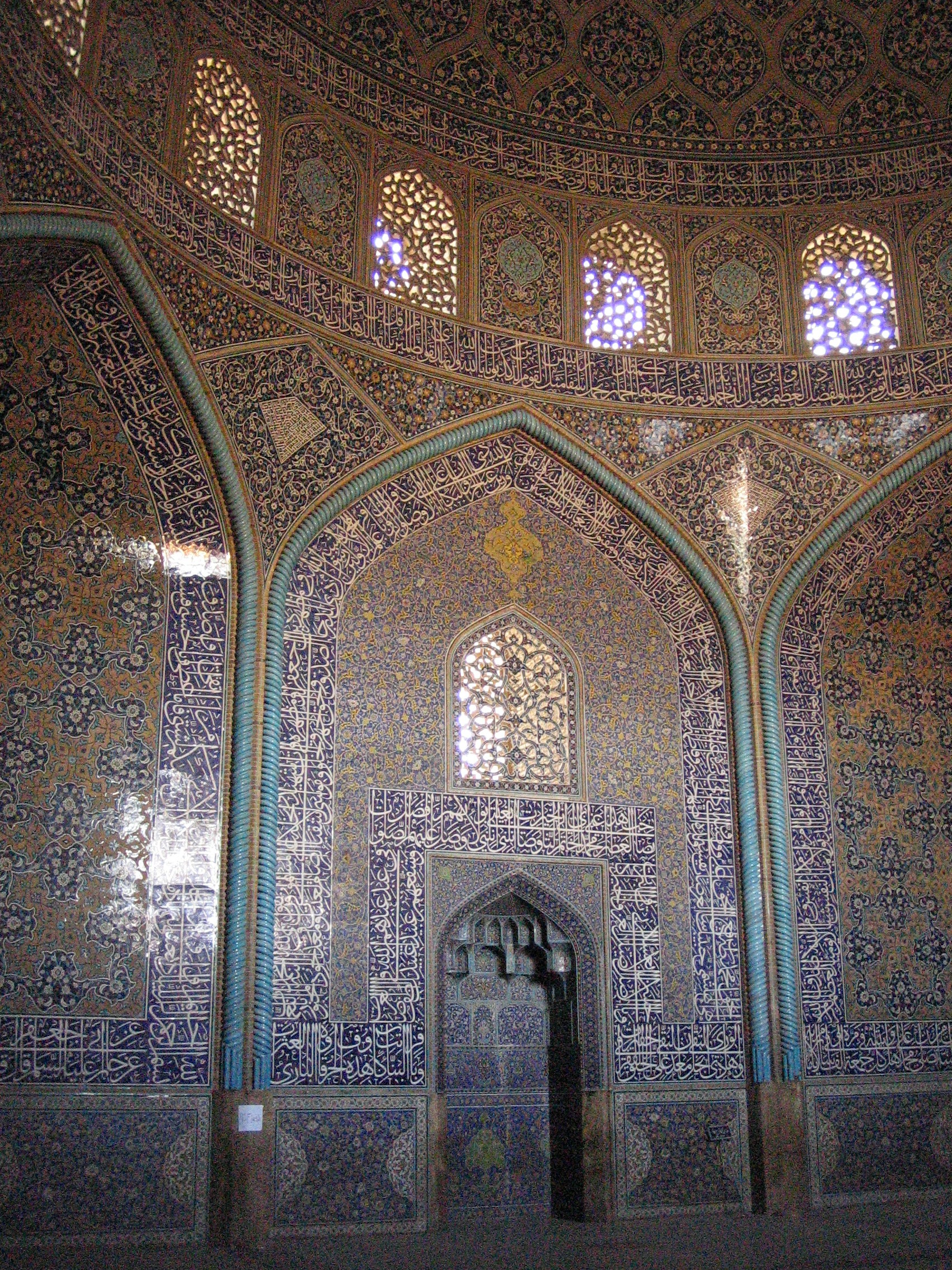
Interior de la Mesquita del xeic Lotf Allah, Esfahan.

## Apogeu dels safàvides: El regnat d' Abbas Ier (1588-1629)

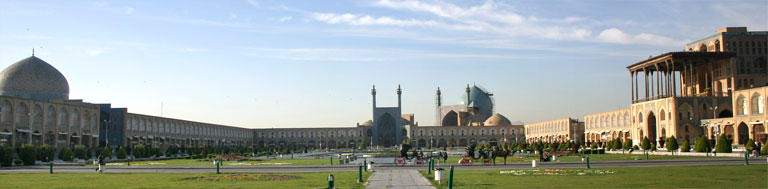
Plaça Naqsh-e Jahan, Esfahan. Mirant cap al sud, veiem recte, al fons, la Mesquita de l'Imam Khomeini. A la dreta, a l'oest, el palau Ali Qapu. A l'esquerra, a l'est, la Mesquita del xeic Lotf Allah.

El punt culiminant de la dinsatia safàvida s'assoleix sota Safavid Shah Abbas I el Gran (1588 - 1629): es va desferdesfer de les amenaces externes signant tractats i aconseguint recuperar el control sobre la major part del territori, mentre que la meitat de l'Imperi estava ocupat per adversaris quan va prendre possessió del càrrec.
Per tenir pau a l'oest, va concloure una pau desfavorable amb la Porta Sublim el 1590, conegut com a Tractat de Constantinoble, que va transferir l'Iran occidental, juntament amb Tabriz, així com la major part de l'Azerbaidjan, sota la influència otomana. Durant una dècada, va lluitar contra els uzbeks de Khorassan. Herat i oest de l'Afganistan no van caure fins al 1598 i la frontera oriental no es va assegurar fins a principis del segle XVI.
La capital Tabriz, massa prop de les froneres, va ser transferida a Esfahan el 1598. El 1603, Abbas es va tornar contra els otomans. Els va expulsar de l'Iran occidental (1605-1607), després es va apoderar de Diyarbakır el 1620, al sud-est de Turquia i de Bagdad el 1623.
A més, centralitza el poder polític i l’administració, sobretot equilibrant el poder de les tropes de parla turca dels Kizilbaixos mitjançant la creació del cos de Ghulams, soldats esclaus cristians, majoritàriament armenis i georgians, que li són fidels. Pot comptar amb prop de 50 000 Kizilaixos, tropes provincials que estan dirigides per caps locals, que serviran el xa a canvi del seu poder polític, com a sistema de vassallatge feudal. A més, els ghulams, presos durant les campanyes d’Armènia (1603) i Geòrgia (1614, 1616), són remunerats amb fons propis que li permeten recuperar l’ascendència sobre aquests caps locals. Milers d'artesans també són transferits d'Armènia a Esfahan.
A més d’aquests 10 000 cavallers genets de ghulam, va crear un cos de 12 000 mosqueters, els tofangchis, i també compta amb 12 000 artillers (amb 500 canons). Tenint en compte la seva guàrdia personal de 3 000 hommes, el xa Abbas té així un exèrcit permanent de 37 000 hommes, als quals cal afegir els 50 000 qizilbash que pot aixecar si cal. El poder dels qizilbash es redueix gradualment al final del seu regnat : només les províncies perifèriques de Geòrgia, Khuzestan, Kurdistan i Lorestan encara es beneficien d'una relativa autonomia. La poderosa tribu del Kanat es divideix en tres parts, radicades a l'Azerbaidjan, Merv i Astarabad, separades cadascuna de les altres dues per centenars de quilòmetres.
El gholam Allahverdi Khan, d'origen georgià, va ser nomenat governador de Fars cap a 1595-1596, convertint-se en el primer gholam a gaudir d'un estatus igual al dels emirs kizilbaixos. Ascendit a comandant en cap de l'exèrcit, i aconsellat per l'anglès Robert Shirley que havia estat enviat per Robert Devereux, 2n comte d'Essex, per forjar una aliança contra els otomans, va reorganitzar l'exèrcit a principis de segle.
Abbas va ser un rei que va donar suport a les institucions religioses construint mesquites i madrasses (escoles religioses). No obstant això, sota el seu regnat hi va haver una separació gradual de les institucions religioses i de l'estat, en un moviment cap a una jerarquia religiosa independent.
El seu regnat també va ser una època daurada per al comerç i les arts. Amb l’ajut dels anglesos, va lluitar primer contra els portuguesos que ocupaven l’ estret d’Ormuz, i després va acollir comerciants estrangers (britànics, holandesos, russos, francesos i altres). El nivell de les arts patrocinades pel xa és visible a Esfahan, la seva nova capital, on va construir palaus i mesquites de gran bellesa : La plaça Naghsh-e Jahan i Ali Qapu, la mesquita Shah la Mesquita xeic Lotf Allah, el palau Chehel Sotoun, etc.) i dona una gran importància a les miniatures i les belles arts.

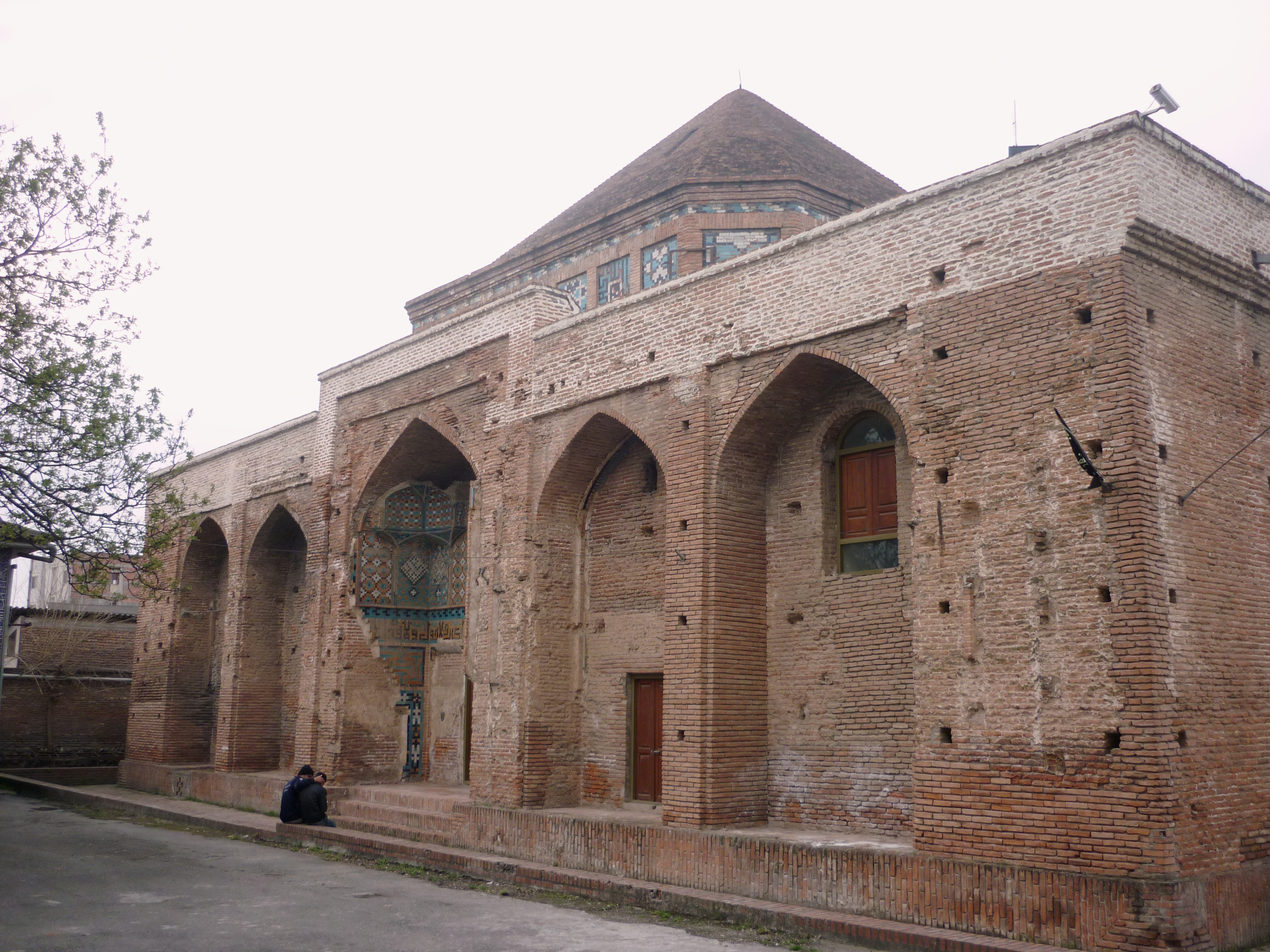
Tomba de Mir Bozorg a la ciutat d'Amol

## La decadència de l'imperi
La decadència dels safàvides va començar després de la mort de xa Abbas el 1629. Aquesta decadència és el resultat de diversos factors : governants febles, interferència de la política de l'harem amb la política estatal, mala administració de les terres estatals i impostos excessius, així com creixent debilitat dels exèrcits, tant de l'exèrcit Kizilbaix com l'exèrcit de ghulam. A més, la política religiosa dels ulemes xiïtes que perseguien els sunnites, en particular a l'Afganistan, va ser un altre desencadenant de la caiguda dels safàvides. Abbas II, net d'Abbas Ier, aconsegueix, no obstant, reconquerir Kandahar sobre les forces de l'Imperi Mogol el 1648.
Aquest declivi i descontent que impulsaran les tribus afganeses dirigides per Mahmud Hotaki a aixecar-se i obtenir una sèrie de victòries el 1722, que les conduirà ràpidament a la capital Esfahan. Després de sis mesos de setge, Ghilzai obliga a xa Huseyin a abdicar. El seu fill, Tahmasp II, fuig a Tabriz, a l'Azerbaidjan iranià. El mateix any, el tsar Pere el Gran va llançar les seves tropes a Àsia, volent contrarestar una possible expansió otomana a favor del declivi dels safàvides. La guerra ruso-iraniana finalitza amb el tractat de pau de Sant Petersburg, que fa passar Derbent, Bakú i les províncies perses de Shirvan, Gilan, Mazandaran, Amol i Astrabad als russos el 12 setembre de 1723. Part de l'Armènia persa, incloent Erevan, va caure en mans de Constantinoble. Al mateix temps, l'Imperi mogol, minat per la dissensió interna, comença a declinar.
No obstant i això, amb l'ajuda de sunnites del Caucas i de les tribus afxars, Tahmasp II arriba a reprendre el control de la majoria del territori persa l'any 1729, assolint la victòria contra la dinastia Hotaki d'origen paixtu,dirigida per Aixraf, successor de Mahmoud Gilzai i el seu aliat Nàdir-Xah Afxar, a la batalla de Damghan (1729). Però l'any 1732, Nadir nomena rei al fill de Tahmasp, Abbas III, amb uns vuit mesos, i es declara regent, enviant l'ex-shah a l'exili al Khorasan. Nadir s'apodera novament de Erevan i dels territoris del Armènia persa. Quatre anys més tard, es proclama xa Nàdir-Xah Afxar: el dotzè sobirà séfévida, Süleyman II, és reduït a no més regnar que sobre de petites porcions de l'Iran, desplaçant la seva capital al nord-est, a Mashad.
Nàdir-Xah Afxar va fundar l'efímera dinastia dels afxàrides i va iniciar una sèrie de conquestes cap a l'est i va derrotar l'exèrcit de l'Imperi Mogol a la batalla de Karnal (1739). La seva mort, el 1747, permetrà a Àhmad Xah Durrani prendre el poder i crear l'imperi afganès (pashtun) que s'estendrà des de la meitat oriental de l'Iran fins al nord de l'Índia. La seva dinastia va deixar així un buit a l’altra meitat occidental de l’Iran actual per als Zand i després els Qajars, que van regnar fins al 1925.
A la vigília d’una nova guerra russo-turca (1735-1739), el govern de l'emperadriu Anna Ivànovvna de Rússa retrocediria tots els territoris annexos a Pèrsia per tal d’establir una aliança amb els perses contra els otomans.

## Dinastia safàvida
- 1501 - 1524: Ismail I
- 1524 - 1576: Tahmasp I
- 1576 - 1578: Ismail II
- 1578 - 1588: Muhammad Khudabanda
- 1588 - 1629: Abbas I el Gran
- 1629 - 1642: Sefi I
- 1642 - 1666: Abbas II
- 1666 - 1694: Süleyman I
- 1694 - 1722: Hussein I
  - 1722 - 1725: Mahmud Hotaki de la dinastia Ghilzai
  - 1725 - 1729: Ashraf de la dinastia Ghilzai
- 1729 - 1732: Tahmasp II
- 1732 - 1736: Abbas III
- 1736 - 1749: interregne
- 1749 - 1750: Süleyman II
- 1750 - 1760: Ismail III

## Arbre genealògic
Plantilla:Arbre généalògic
|  |  |                                                       |                                  |                                  |                                  |                                  |                                  |  |  |                                                      |                                                      |                                                      |                                                      |                                                       |                                                       |                                                       |                                                       | Qotb al-Din Mohammad Al-Hafiz                                                                           |                                                           |                                                           |                                                           |                                                               |                                                               |                                                               |                                                               |                                                                        |                                                                        |                                                                        |                                                                        |                                                                        |                                                                        |  |  |                                                        |                                                        |                                                        |                                                        |                                                        |                                                        |  |  |  |  |  |  |  |  |  |  |  |  |  |  |  |  |
|  |  |                                                       |                                  |                                  |                                  |                                  |                                  |  |  |                                                      |                                                      |                                                      |                                                      |                                                       |                                                       |                                                       |                                                       | |                                                           |                                                           |                                                           |                                                               |                                                               |                                                               |                                                               |                                                                        |                                                                        |                                                                        |                                                                        |                                                                        |                                                                        |  |  |                                                        |                                                        |                                                        |                                                        |                                                        |                                                        |  |  |  |  |  |  |  |  |  |  |  |  |  |  |  |  |
|  |  |                                                       |                                  |                                  |                                  |                                  |                                  |  |  |                                                      |                                                      |                                                      |                                                      |                                                       |                                                       |                                                       |                                                       | Salah al-Din Rashid                                                                                     |                                                           |                                                           |                                                           |                                                               |                                                               |                                                               |                                                               |                                                                        |                                                                        |                                                                        |                                                                        |                                                                        |                                                                        |  |  |                                                        |                                                        |                                                        |                                                        |                                                        |                                                        |  |  |  |  |  |  |  |  |  |  |  |  |  |  |  |  |
|  |  |                                                       |                                  |                                  |                                  |                                  |                                  |  |  |                                                      |                                                      |                                                      |                                                      |                                                       |                                                       |                                                       |                                                       | |                                                           |                                                           |                                                           |                                                               |                                                               |                                                               |                                                               |                                                                        |                                                                        |                                                                        |                                                                        |                                                                        |                                                                        |  |  |                                                        |                                                        |                                                        |                                                        |                                                        |                                                        |  |  |  |  |  |  |  |  |  |  |  |  |  |  |  |  |
|  |  |                                                       |                                  |                                  |                                  |                                  |                                  |  |  |                                                      |                                                      |                                                      |                                                      |                                                       |                                                       |                                                       |                                                       | al-Saleh Qotb al-Din Abu Bakr                                                                           |                                                           |                                                           |                                                           |                                                               |                                                               |                                                               |                                                               |                                                                        |                                                                        |                                                                        |                                                                        |                                                                        |                                                                        |  |  |                                                        |                                                        |                                                        |                                                        |                                                        |                                                        |  |  |  |  |  |  |  |  |  |  |  |  |  |  |  |  |
|  |  |                                                       |                                  |                                  |                                  |                                  |                                  |  |  |                                                      |                                                      |                                                      |                                                      |                                                       |                                                       |                                                       |                                                       | |                                                           |                                                           |                                                           |                                                               |                                                               |                                                               |                                                               |                                                                        |                                                                        |                                                                        |                                                                        |                                                                        |                                                                        |  |  |                                                        |                                                        |                                                        |                                                        |                                                        |                                                        |  |  |  |  |  |  |  |  |  |  |  |  |  |  |  |  |
|  |  |                                                       |                                  |                                  |                                  |                                  |                                  |  |  |                                                      |                                                      |                                                      |                                                      |                                                       |                                                       |                                                       |                                                       | Amin al-Din Jebre'il Qotb-ol-Olia                                                                       |                                                           |                                                           |                                                           |                                                               |                                                               |                                                               |                                                               |                                                                        |                                                                        |                                                                        |                                                                        |                                                                        |                                                                        |  |  |                                                        |                                                        |                                                        |                                                        |                                                        |                                                        |  |  |  |  |  |  |  |  |  |  |  |  |  |  |  |  |
|  |  |                                                       |                                  |                                  |                                  |                                  |                                  |  |  |                                                      |                                                      |                                                      |                                                      |                                                       |                                                       |                                                       |                                                       | |                                                           |                                                           |                                                           |                                                               |                                                               |                                                               |                                                               |                                                                        |                                                                        |                                                                        |                                                                        |                                                                        |                                                                        |  |  |                                                        |                                                        |                                                        |                                                        |                                                        |                                                        |  |  |  |  |  |  |  |  |  |  |  |  |  |  |  |  |
|  |  |                                                       |                                  |                                  |                                  |                                  |                                  |  |  |                                                      |                                                      |                                                      |                                                      |                                                       |                                                       |                                                       |                                                       | Sheikh Safi al-Din Ardabili (b.1252-d.1334) Fundador i dirigent de l'ordre sufí dels Safàvida 1293-1334 |                                                           |                                                           |                                                           |                                                               |                                                               |                                                               |                                                               |                                                                        |                                                                        |                                                                        |                                                                        |                                                                        |                                                                        |  |  |                                                        |                                                        |                                                        |                                                        |                                                        |                                                        |  |  |  |  |  |  |  |  |  |  |  |  |  |  |  |  |
|  |  |                                                       |                                  |                                  |                                  |                                  |                                  |  |  |                                                      |                                                      |                                                      |                                                      |                                                       |                                                       |                                                       |                                                       | |                                                           |                                                           |                                                           |                                                               |                                                               |                                                               |                                                               |                                                                        |                                                                        |                                                                        |                                                                        |                                                                        |                                                                        |  |  |                                                        |                                                        |                                                        |                                                        |                                                        |                                                        |  |  |  |  |  |  |  |  |  |  |  |  |  |  |  |  |
|  |  |                                                       |                                  |                                  |                                  |                                  |                                  |  |  |                                                      |                                                      |                                                      |                                                      |                                                       |                                                       |                                                       |                                                       | Sheikh Sadr al-Din Musa (b.1302-d.1391) Dirigent de l'ordre ordre sufi dels Safàvides 1334-1391         |                                                           |                                                           |                                                           |                                                               |                                                               |                                                               |                                                               |                                                                        |                                                                        |                                                                        |                                                                        |                                                                        |                                                                        |  |  |                                                        |                                                        |                                                        |                                                        |                                                        |                                                        |  |  |  |  |  |  |  |  |  |  |  |  |  |  |  |  |
|  |  |                                                       |                                  |                                  |                                  |                                  |                                  |  |  |                                                      |                                                      |                                                      |                                                      |                                                       |                                                       |                                                       |                                                       | |                                                           |                                                           |                                                           |                                                               |                                                               |                                                               |                                                               |                                                                        |                                                                        |                                                                        |                                                                        |                                                                        |                                                                        |  |  |                                                        |                                                        |                                                        |                                                        |                                                        |                                                        |  |  |  |  |  |  |  |  |  |  |  |  |  |  |  |  |
|  |  |                                                       |                                  |                                  |                                  |                                  |                                  |  |  |                                                      |                                                      |                                                      |                                                      |                                                       |                                                       |                                                       |                                                       | |                                                           |                                                           |                                                           |                                                               |                                                               |                                                               |                                                               |                                                                        |                                                                        |                                                                        |                                                                        |                                                                        |                                                                        |  |  |                                                        |                                                        |                                                        |                                                        |                                                        |                                                        |  |  |  |  |  |  |  |  |  |  |  |  |  |  |  |  |
|  |  |                                                       |                                  |                                  |                                  |                                  |                                  |  |  |                                                      |                                                      |                                                      |                                                      |                                                       |                                                       |                                                       |                                                       | Sheikh Ibrahim Safavi Dirigent de l'ordre sufi dels Safàvides 1429-1447                                 |                                                           |                                                           |                                                           |                                                               |                                                               |                                                               |                                                               |                                                                        |                                                                        |                                                                        |                                                                        |                                                                        |                                                                        |  |  |                                                        |                                                        |                                                        |                                                        |                                                        |                                                        |  |  |  |  |  |  |  |  |  |  |  |  |  |  |  |  |
|  |  |                                                       |                                  |                                  |                                  |                                  |                                  |  |  |                                                      |                                                      |                                                      |                                                      |                                                       |                                                       |                                                       |                                                       | |                                                           |                                                           |                                                           |                                                               |                                                               |                                                               |                                                               |                                                                        |                                                                        |                                                                        |                                                                        |                                                                        |                                                                        |  |  |                                                        |                                                        |                                                        |                                                        |                                                        |                                                        |  |  |  |  |  |  |  |  |  |  |  |  |  |  |  |  |
|  |  |                                                       |                                  |                                  |                                  |                                  |                                  |  |  |                                                      |                                                      |                                                      |                                                      |                                                       |                                                       |                                                       |                                                       | Sheikh Joneyed Safavi (d.1460) Dirigent de l'ordre sufi dels Safàvides 1447-1460                        |                                                           |                                                           |                                                           |                                                               |                                                               |                                                               |                                                               |                                                                        |                                                                        |                                                                        |                                                                        |                                                                        |                                                                        |  |  |                                                        |                                                        |                                                        |                                                        |                                                        |                                                        |  |  |  |  |  |  |  |  |  |  |  |  |  |  |  |  |
|  |  |                                                       |                                  |                                  |                                  |                                  |                                  |  |  |                                                      |                                                      |                                                      |                                                      |                                                       |                                                       |                                                       |                                                       | |                                                           |                                                           |                                                           |                                                               |                                                               |                                                               |                                                               |                                                                        |                                                                        |                                                                        |                                                                        |                                                                        |                                                                        |  |  |                                                        |                                                        |                                                        |                                                        |                                                        |                                                        |  |  |  |  |  |  |  |  |  |  |  |  |  |  |  |  |
|  |  |                                                       |                                  |                                  |                                  |                                  |                                  |  |  |                                                      |                                                      |                                                      |                                                      |                                                       |                                                       |                                                       |                                                       | Xaïkh Heydar Safavi (b.1459-d.1488) Dirigent de l'ordre sufi dels Safàvides 1460-1488                   |                                                           |                                                           |                                                           |                                                               |                                                               |                                                               |                                                               |                                                                        |                                                                        |                                                                        |                                                                        |                                                                        |                                                                        |  |  |                                                        |                                                        |                                                        |                                                        |                                                        |                                                        |  |  |  |  |  |  |  |  |  |  |  |  |  |  |  |  |
|  |  |                                                       |                                  |                                  |                                  |                                  |                                  |  |  |                                                      |                                                      |                                                      |                                                      |                                                       |                                                       |                                                       |                                                       | |                                                           |                                                           |                                                           |                                                               |                                                               |                                                               |                                                               |                                                                        |                                                                        |                                                                        |                                                                        |                                                                        |                                                                        |  |  |                                                        |                                                        |                                                        |                                                        |                                                        |                                                        |  |  |  |  |  |  |  |  |  |  |  |  |  |  |  |  |
|  |  |                                                       |                                  |                                  |                                  |                                  |                                  |  |  |                                                      |                                                      |                                                      |                                                      |                                                       |                                                       |                                                       |                                                       | |                                                           |                                                           |                                                           |                                                               |                                                               |                                                               |                                                               |                                                                        |                                                                        |                                                                        |                                                                        |                                                                        |                                                                        |  |  |                                                        |                                                        |                                                        |                                                        |                                                        |                                                        |  |  |  |  |  |  |  |  |  |  |  |  |  |  |  |  |
|  |  |                                                       |                                  |                                  |                                  |                                  |                                  |  |  |                                                      |                                                      |                                                      |                                                      |                                                       |                                                       |                                                       |                                                       | 1. Ismaïl I (n.1487-d.1524) Xa de Pèrsia 1502-1524                                                      | 1. Ismaïl I (n.1487-d.1524) Xa de Pèrsia 1502-1524        | 1. Ismaïl I (n.1487-d.1524) Xa de Pèrsia 1502-1524        | 1. Ismaïl I (n.1487-d.1524) Xa de Pèrsia 1502-1524        | 1. Ismaïl I (n.1487-d.1524) Xa de Pèrsia 1502-1524            | 1. Ismaïl I (n.1487-d.1524) Xa de Pèrsia 1502-1524            |                                                               |                                                               | Sulta Ali Safavi (k.1494) Dirigent de l'ordre sufi dels Safàvides 1488 | Sulta Ali Safavi (k.1494) Dirigent de l'ordre sufi dels Safàvides 1488 | Sulta Ali Safavi (k.1494) Dirigent de l'ordre sufi dels Safàvides 1488 | Sulta Ali Safavi (k.1494) Dirigent de l'ordre sufi dels Safàvides 1488 | Sulta Ali Safavi (k.1494) Dirigent de l'ordre sufi dels Safàvides 1488 | Sulta Ali Safavi (k.1494) Dirigent de l'ordre sufi dels Safàvides 1488 |  |  |                                                        |                                                        |                                                        |                                                        |                                                        |                                                        |  |  |  |  |  |  |  |  |  |  |  |  |  |  |  |  |
|  |  |                                                       |                                  |                                  |                                  |                                  |                                  |  |  |                                                      |                                                      |                                                      |                                                      |                                                       |                                                       |                                                       |                                                       | 1. Ismaïl I (n.1487-d.1524) Xa de Pèrsia 1502-1524                                                      | 1. Ismaïl I (n.1487-d.1524) Xa de Pèrsia 1502-1524        | 1. Ismaïl I (n.1487-d.1524) Xa de Pèrsia 1502-1524        | 1. Ismaïl I (n.1487-d.1524) Xa de Pèrsia 1502-1524        | 1. Ismaïl I (n.1487-d.1524) Xa de Pèrsia 1502-1524            | 1. Ismaïl I (n.1487-d.1524) Xa de Pèrsia 1502-1524            |                                                               |                                                               | Sulta Ali Safavi (k.1494) Dirigent de l'ordre sufi dels Safàvides 1488 | Sulta Ali Safavi (k.1494) Dirigent de l'ordre sufi dels Safàvides 1488 | Sulta Ali Safavi (k.1494) Dirigent de l'ordre sufi dels Safàvides 1488 | Sulta Ali Safavi (k.1494) Dirigent de l'ordre sufi dels Safàvides 1488 | Sulta Ali Safavi (k.1494) Dirigent de l'ordre sufi dels Safàvides 1488 | Sulta Ali Safavi (k.1494) Dirigent de l'ordre sufi dels Safàvides 1488 |  |  |                                                        |                                                        |                                                        |                                                        |                                                        |                                                        |  |  |  |  |  |  |  |  |  |  |  |  |  |  |  |  |
|  |  |                                                       |                                  |                                  |                                  |                                  |                                  |  |  |                                                      |                                                      |                                                      |                                                      |                                                       |                                                       |                                                       |                                                       | 2. Tahmasp I (n.1514-d.1576) Xa de Pèrsia 1524-1576                                                     |                                                           |                                                           |                                                           |                                                               |                                                               |                                                               |                                                               |                                                                        |                                                                        |                                                                        |                                                                        |                                                                        |                                                                        |  |  |                                                        |                                                        |                                                        |                                                        |                                                        |                                                        |  |  |  |  |  |  |  |  |  |  |  |  |  |  |  |  |
|  |  |                                                       |                                  |                                  |                                  |                                  |                                  |  |  |                                                      |                                                      |                                                      |                                                      |                                                       |                                                       |                                                       |                                                       | |                                                           |                                                           |                                                           |                                                               |                                                               |                                                               |                                                               |                                                                        |                                                                        |                                                                        |                                                                        |                                                                        |                                                                        |  |  |                                                        |                                                        |                                                        |                                                        |                                                        |                                                        |  |  |  |  |  |  |  |  |  |  |  |  |  |  |  |  |
|  |  |                                                       |                                  |                                  |                                  |                                  |                                  |  |  |                                                      |                                                      |                                                      |                                                      |                                                       |                                                       |                                                       |                                                       | |                                                           |                                                           |                                                           |                                                               |                                                               |                                                               |                                                               |                                                                        |                                                                        |                                                                        |                                                                        |                                                                        |                                                                        |  |  |                                                        |                                                        |                                                        |                                                        |                                                        |                                                        |  |  |  |  |  |  |  |  |  |  |  |  |  |  |  |  |
|  |  |                                                       |                                  |                                  |                                  |                                  |                                  |  |  |                                                      |                                                      |                                                      |                                                      | 3. Ismaïl II (n.1537-d.1577) Shah de Pèrsia 1576-1577 | 3. Ismaïl II (n.1537-d.1577) Shah de Pèrsia 1576-1577 | 3. Ismaïl II (n.1537-d.1577) Shah de Pèrsia 1576-1577 | 3. Ismaïl II (n.1537-d.1577) Shah de Pèrsia 1576-1577 | 3. Ismaïl II (n.1537-d.1577) Shah de Pèrsia 1576-1577                                                   | 3. Ismaïl II (n.1537-d.1577) Shah de Pèrsia 1576-1577     |                                                           |                                                           | 4. Muhammad Khudabanda (n.1532-d.1595) Xa de Pèrsia 1577-1587 | 4. Muhammad Khudabanda (n.1532-d.1595) Xa de Pèrsia 1577-1587 | 4. Muhammad Khudabanda (n.1532-d.1595) Xa de Pèrsia 1577-1587 | 4. Muhammad Khudabanda (n.1532-d.1595) Xa de Pèrsia 1577-1587 | 4. Muhammad Khudabanda (n.1532-d.1595) Xa de Pèrsia 1577-1587          | 4. Muhammad Khudabanda (n.1532-d.1595) Xa de Pèrsia 1577-1587          |                                                                        |                                                                        |                                                                        |                                                                        |  |  |                                                        |                                                        |                                                        |                                                        |                                                        |                                                        |  |  |  |  |  |  |  |  |  |  |  |  |  |  |  |  |
|  |  |                                                       |                                  |                                  |                                  |                                  |                                  |  |  |                                                      |                                                      |                                                      |                                                      | 3. Ismaïl II (n.1537-d.1577) Shah de Pèrsia 1576-1577 | 3. Ismaïl II (n.1537-d.1577) Shah de Pèrsia 1576-1577 | 3. Ismaïl II (n.1537-d.1577) Shah de Pèrsia 1576-1577 | 3. Ismaïl II (n.1537-d.1577) Shah de Pèrsia 1576-1577 | 3. Ismaïl II (n.1537-d.1577) Shah de Pèrsia 1576-1577                                                   | 3. Ismaïl II (n.1537-d.1577) Shah de Pèrsia 1576-1577     |                                                           |                                                           | 4. Muhammad Khudabanda (n.1532-d.1595) Xa de Pèrsia 1577-1587 | 4. Muhammad Khudabanda (n.1532-d.1595) Xa de Pèrsia 1577-1587 | 4. Muhammad Khudabanda (n.1532-d.1595) Xa de Pèrsia 1577-1587 | 4. Muhammad Khudabanda (n.1532-d.1595) Xa de Pèrsia 1577-1587 | 4. Muhammad Khudabanda (n.1532-d.1595) Xa de Pèrsia 1577-1587          | 4. Muhammad Khudabanda (n.1532-d.1595) Xa de Pèrsia 1577-1587          |                                                                        |                                                                        |                                                                        |                                                                        |  |  |                                                        |                                                        |                                                        |                                                        |                                                        |                                                        |  |  |  |  |  |  |  |  |  |  |  |  |  |  |  |  |
|  |  |                                                       |                                  |                                  |                                  |                                  |                                  |  |  |                                                      |                                                      |                                                      |                                                      |                                                       |                                                       |                                                       |                                                       | |                                                           |                                                           |                                                           | 5. Abbas I el Gran (n.1571-d.1629) Xa de Pèrsia 1587-1629     |                                                               |                                                               |                                                               |                                                                        |                                                                        |                                                                        |                                                                        |                                                                        |                                                                        |  |  |                                                        |                                                        |                                                        |                                                        |                                                        |                                                        |  |  |  |  |  |  |  |  |  |  |  |  |  |  |  |  |
|  |  |                                                       |                                  |                                  |                                  |                                  |                                  |  |  |                                                      |                                                      |                                                      |                                                      |                                                       |                                                       |                                                       |                                                       | |                                                           |                                                           |                                                           |                                                               |                                                               |                                                               |                                                               |                                                                        |                                                                        |                                                                        |                                                                        |                                                                        |                                                                        |  |  |                                                        |                                                        |                                                        |                                                        |                                                        |                                                        |  |  |  |  |  |  |  |  |  |  |  |  |  |  |  |  |
|  |  |                                                       |                                  |                                  |                                  |                                  |                                  |  |  |                                                      |                                                      |                                                      |                                                      |                                                       |                                                       |                                                       |                                                       | |                                                           |                                                           |                                                           |                                                               |                                                               |                                                               |                                                               |                                                                        |                                                                        |                                                                        |                                                                        |                                                                        |                                                                        |  |  |                                                        |                                                        |                                                        |                                                        |                                                        |                                                        |  |  |  |  |  |  |  |  |  |  |  |  |  |  |  |  |
|  |  |                                                       |                                  |                                  |                                  |                                  |                                  |  |  |                                                      |                                                      |                                                      |                                                      |                                                       |                                                       |                                                       |                                                       | Safi (b.1587-k.1615) Vali Ahad 1587-1615                                                                | Safi (b.1587-k.1615) Vali Ahad 1587-1615                  | Safi (b.1587-k.1615) Vali Ahad 1587-1615                  | Safi (b.1587-k.1615) Vali Ahad 1587-1615                  | Safi (b.1587-k.1615) Vali Ahad 1587-1615                      | Safi (b.1587-k.1615) Vali Ahad 1587-1615                      |                                                               |                                                               | Imam Qoli (n.1602-k.1632) Vali Ahad 1627                               | Imam Qoli (n.1602-k.1632) Vali Ahad 1627                               | Imam Qoli (n.1602-k.1632) Vali Ahad 1627                               | Imam Qoli (n.1602-k.1632) Vali Ahad 1627                               | Imam Qoli (n.1602-k.1632) Vali Ahad 1627                               | Imam Qoli (n.1602-k.1632) Vali Ahad 1627                               |  |  |                                                        |                                                        |                                                        |                                                        |                                                        |                                                        |  |  |  |  |  |  |  |  |  |  |  |  |  |  |  |  |
|  |  |                                                       |                                  |                                  |                                  |                                  |                                  |  |  |                                                      |                                                      |                                                      |                                                      |                                                       |                                                       |                                                       |                                                       | Safi (b.1587-k.1615) Vali Ahad 1587-1615                                                                | Safi (b.1587-k.1615) Vali Ahad 1587-1615                  | Safi (b.1587-k.1615) Vali Ahad 1587-1615                  | Safi (b.1587-k.1615) Vali Ahad 1587-1615                  | Safi (b.1587-k.1615) Vali Ahad 1587-1615                      | Safi (b.1587-k.1615) Vali Ahad 1587-1615                      |                                                               |                                                               | Imam Qoli (n.1602-k.1632) Vali Ahad 1627                               | Imam Qoli (n.1602-k.1632) Vali Ahad 1627                               | Imam Qoli (n.1602-k.1632) Vali Ahad 1627                               | Imam Qoli (n.1602-k.1632) Vali Ahad 1627                               | Imam Qoli (n.1602-k.1632) Vali Ahad 1627                               | Imam Qoli (n.1602-k.1632) Vali Ahad 1627                               |  |  |                                                        |                                                        |                                                        |                                                        |                                                        |                                                        |  |  |  |  |  |  |  |  |  |  |  |  |  |  |  |  |
|  |  |                                                       |                                  |                                  |                                  |                                  |                                  |  |  |                                                      |                                                      |                                                      |                                                      |                                                       |                                                       |                                                       |                                                       | 6. Safi de Pèrsia (n.1611-d.1642) Xa de Pèrsia 1629-1642                                                |                                                           |                                                           |                                                           |                                                               |                                                               |                                                               |                                                               |                                                                        |                                                                        |                                                                        |                                                                        |                                                                        |                                                                        |  |  |                                                        |                                                        |                                                        |                                                        |                                                        |                                                        |  |  |  |  |  |  |  |  |  |  |  |  |  |  |  |  |
|  |  |                                                       |                                  |                                  |                                  |                                  |                                  |  |  |                                                      |                                                      |                                                      |                                                      |                                                       |                                                       |                                                       |                                                       | |                                                           |                                                           |                                                           |                                                               |                                                               |                                                               |                                                               |                                                                        |                                                                        |                                                                        |                                                                        |                                                                        |                                                                        |  |  |                                                        |                                                        |                                                        |                                                        |                                                        |                                                        |  |  |  |  |  |  |  |  |  |  |  |  |  |  |  |  |
|  |  |                                                       |                                  |                                  |                                  |                                  |                                  |  |  |                                                      |                                                      |                                                      |                                                      |                                                       |                                                       |                                                       |                                                       | 7. Abbas II (n.1632-d.1666) Xa de Pèrsia 1642-1666                                                      |                                                           |                                                           |                                                           |                                                               |                                                               |                                                               |                                                               |                                                                        |                                                                        |                                                                        |                                                                        |                                                                        |                                                                        |  |  |                                                        |                                                        |                                                        |                                                        |                                                        |                                                        |  |  |  |  |  |  |  |  |  |  |  |  |  |  |  |  |
|  |  |                                                       |                                  |                                  |                                  |                                  |                                  |  |  |                                                      |                                                      |                                                      |                                                      |                                                       |                                                       |                                                       |                                                       | |                                                           |                                                           |                                                           |                                                               |                                                               |                                                               |                                                               |                                                                        |                                                                        |                                                                        |                                                                        |                                                                        |                                                                        |  |  |                                                        |                                                        |                                                        |                                                        |                                                        |                                                        |  |  |  |  |  |  |  |  |  |  |  |  |  |  |  |  |
|  |  |                                                       |                                  |                                  |                                  |                                  |                                  |  |  |                                                      |                                                      |                                                      |                                                      |                                                       |                                                       |                                                       |                                                       | 8. Sulayman I de Pèrsia (n.1659-d.1694) Xa de Pèrsia 1666-1694                                          |                                                           |                                                           |                                                           |                                                               |                                                               |                                                               |                                                               |                                                                        |                                                                        |                                                                        |                                                                        |                                                                        |                                                                        |  |  |                                                        |                                                        |                                                        |                                                        |                                                        |                                                        |  |  |  |  |  |  |  |  |  |  |  |  |  |  |  |  |
|  |  |                                                       |                                  |                                  |                                  |                                  |                                  |  |  |                                                      |                                                      |                                                      |                                                      |                                                       |                                                       |                                                       |                                                       | |                                                           |                                                           |                                                           |                                                               |                                                               |                                                               |                                                               |                                                                        |                                                                        |                                                                        |                                                                        |                                                                        |                                                                        |  |  |                                                        |                                                        |                                                        |                                                        |                                                        |                                                        |  |  |  |  |  |  |  |  |  |  |  |  |  |  |  |  |
|  |  |                                                       |                                  |                                  |                                  |                                  |                                  |  |  |                                                      |                                                      |                                                      |                                                      |                                                       |                                                       |                                                       |                                                       | |                                                           |                                                           |                                                           |                                                               |                                                               |                                                               |                                                               |                                                                        |                                                                        |                                                                        |                                                                        |                                                                        |                                                                        |  |  |                                                        |                                                        |                                                        |                                                        |                                                        |                                                        |  |  |  |  |  |  |  |  |  |  |  |  |  |  |  |  |
|  |  |                                                       |                                  |                                  |                                  |                                  |                                  |  |  |                                                      |                                                      |                                                      |                                                      |                                                       |                                                       |                                                       |                                                       | 9. Sultan Husayn I (n.1669-k.1726) Xa de Pèrsia 1694-1722                                               | 9. Sultan Husayn I (n.1669-k.1726) Xa de Pèrsia 1694-1722 | 9. Sultan Husayn I (n.1669-k.1726) Xa de Pèrsia 1694-1722 | 9. Sultan Husayn I (n.1669-k.1726) Xa de Pèrsia 1694-1722 | 9. Sultan Husayn I (n.1669-k.1726) Xa de Pèrsia 1694-1722     | 9. Sultan Husayn I (n.1669-k.1726) Xa de Pèrsia 1694-1722     |                                                               |                                                               | Princesa Shahbanu Begum (d.1738                                        | Princesa Shahbanu Begum (d.1738                                        | Princesa Shahbanu Begum (d.1738                                        | Princesa Shahbanu Begum (d.1738                                        | Princesa Shahbanu Begum (d.1738                                        | Princesa Shahbanu Begum (d.1738                                        |  |  | Seyyed Mohammad Hosseini al-Marashi                    | Seyyed Mohammad Hosseini al-Marashi                    | Seyyed Mohammad Hosseini al-Marashi                    | Seyyed Mohammad Hosseini al-Marashi                    | Seyyed Mohammad Hosseini al-Marashi                    | Seyyed Mohammad Hosseini al-Marashi                    |  |  |  |  |  |  |  |  |  |  |  |  |  |  |  |  |
|  |  |                                                       |                                  |                                  |                                  |                                  |                                  |  |  |                                                      |                                                      |                                                      |                                                      |                                                       |                                                       |                                                       |                                                       | 9. Sultan Husayn I (n.1669-k.1726) Xa de Pèrsia 1694-1722                                               | 9. Sultan Husayn I (n.1669-k.1726) Xa de Pèrsia 1694-1722 | 9. Sultan Husayn I (n.1669-k.1726) Xa de Pèrsia 1694-1722 | 9. Sultan Husayn I (n.1669-k.1726) Xa de Pèrsia 1694-1722 | 9. Sultan Husayn I (n.1669-k.1726) Xa de Pèrsia 1694-1722     | 9. Sultan Husayn I (n.1669-k.1726) Xa de Pèrsia 1694-1722     |                                                               |                                                               | Princesa Shahbanu Begum (d.1738                                        | Princesa Shahbanu Begum (d.1738                                        | Princesa Shahbanu Begum (d.1738                                        | Princesa Shahbanu Begum (d.1738                                        | Princesa Shahbanu Begum (d.1738                                        | Princesa Shahbanu Begum (d.1738                                        |  |  | Seyyed Mohammad Hosseini al-Marashi                    | Seyyed Mohammad Hosseini al-Marashi                    | Seyyed Mohammad Hosseini al-Marashi                    | Seyyed Mohammad Hosseini al-Marashi                    | Seyyed Mohammad Hosseini al-Marashi                    | Seyyed Mohammad Hosseini al-Marashi                    |  |  |  |  |  |  |  |  |  |  |  |  |  |  |  |  |
|  |  |                                                       |                                  |                                  |                                  |                                  |                                  |  |  |                                                      |                                                      |                                                      |                                                      |                                                       |                                                       |                                                       |                                                       | |                                                           |                                                           |                                                           |                                                               |                                                               |                                                               |                                                               |                                                                        |                                                                        |                                                                        |                                                                        |                                                                        |                                                                        |  |  |                                                        |                                                        |                                                        |                                                        |                                                        |                                                        |  |  |  |  |  |  |  |  |  |  |  |  |  |  |  |  |
|  |  |                                                       |                                  |                                  |                                  |                                  |                                  |  |  |                                                      |                                                      |                                                      |                                                      |                                                       |                                                       |                                                       |                                                       | |                                                           |                                                           |                                                           |                                                               |                                                               |                                                               |                                                               |                                                                        |                                                                        |                                                                        |                                                                        |                                                                        |                                                                        |  |  |                                                        |                                                        |                                                        |                                                        |                                                        |                                                        |  |  |  |  |  |  |  |  |  |  |  |  |  |  |  |  |
|  |  | Seyyed Morteza Khalifeh Soltani                       | Seyyed Morteza Khalifeh Soltani  | Seyyed Morteza Khalifeh Soltani  | Seyyed Morteza Khalifeh Soltani  | Seyyed Morteza Khalifeh Soltani  | Seyyed Morteza Khalifeh Soltani  |  |  | Princesa Maryam Beygom (d.1746)                      | Princesa Maryam Beygom (d.1746)                      | Princesa Maryam Beygom (d.1746)                      | Princesa Maryam Beygom (d.1746)                      | Princesa Maryam Beygom (d.1746)                       | Princesa Maryam Beygom (d.1746)                       |                                                       |                                                       | 10. Tahmasp II (n.1704-k.1740) Xa de Pèrsia 1729-1732                                                   | 10. Tahmasp II (n.1704-k.1740) Xa de Pèrsia 1729-1732     | 10. Tahmasp II (n.1704-k.1740) Xa de Pèrsia 1729-1732     | 10. Tahmasp II (n.1704-k.1740) Xa de Pèrsia 1729-1732     | 10. Tahmasp II (n.1704-k.1740) Xa de Pèrsia 1729-1732         | 10. Tahmasp II (n.1704-k.1740) Xa de Pèrsia 1729-1732         |                                                               |                                                               | Princesa Khan Agha Beygom                                              | Princesa Khan Agha Beygom                                              | Princesa Khan Agha Beygom                                              | Princesa Khan Agha Beygom                                              | Princesa Khan Agha Beygom                                              | Princesa Khan Agha Beygom                                              |  |  | 12. Süleyman II (n.1714-d.1763) Xa de Pèrsia 1749-1750 | 12. Süleyman II (n.1714-d.1763) Xa de Pèrsia 1749-1750 | 12. Süleyman II (n.1714-d.1763) Xa de Pèrsia 1749-1750 | 12. Süleyman II (n.1714-d.1763) Xa de Pèrsia 1749-1750 | 12. Süleyman II (n.1714-d.1763) Xa de Pèrsia 1749-1750 | 12. Süleyman II (n.1714-d.1763) Xa de Pèrsia 1749-1750 |  |  |  |  |  |  |  |  |  |  |  |  |  |  |  |  |
|  |  | Seyyed Morteza Khalifeh Soltani                       | Seyyed Morteza Khalifeh Soltani  | Seyyed Morteza Khalifeh Soltani  | Seyyed Morteza Khalifeh Soltani  | Seyyed Morteza Khalifeh Soltani  | Seyyed Morteza Khalifeh Soltani  |  |  | Princesa Maryam Beygom (d.1746)                      | Princesa Maryam Beygom (d.1746)                      | Princesa Maryam Beygom (d.1746)                      | Princesa Maryam Beygom (d.1746)                      | Princesa Maryam Beygom (d.1746)                       | Princesa Maryam Beygom (d.1746)                       |                                                       |                                                       | 10. Tahmasp II (n.1704-k.1740) Xa de Pèrsia 1729-1732                                                   | 10. Tahmasp II (n.1704-k.1740) Xa de Pèrsia 1729-1732     | 10. Tahmasp II (n.1704-k.1740) Xa de Pèrsia 1729-1732     | 10. Tahmasp II (n.1704-k.1740) Xa de Pèrsia 1729-1732     | 10. Tahmasp II (n.1704-k.1740) Xa de Pèrsia 1729-1732         | 10. Tahmasp II (n.1704-k.1740) Xa de Pèrsia 1729-1732         |                                                               |                                                               | Princesa Khan Agha Beygom                                              | Princesa Khan Agha Beygom                                              | Princesa Khan Agha Beygom                                              | Princesa Khan Agha Beygom                                              | Princesa Khan Agha Beygom                                              | Princesa Khan Agha Beygom                                              |  |  | 12. Süleyman II (n.1714-d.1763) Xa de Pèrsia 1749-1750 | 12. Süleyman II (n.1714-d.1763) Xa de Pèrsia 1749-1750 | 12. Süleyman II (n.1714-d.1763) Xa de Pèrsia 1749-1750 | 12. Süleyman II (n.1714-d.1763) Xa de Pèrsia 1749-1750 | 12. Süleyman II (n.1714-d.1763) Xa de Pèrsia 1749-1750 | 12. Süleyman II (n.1714-d.1763) Xa de Pèrsia 1749-1750 |  |  |  |  |  |  |  |  |  |  |  |  |  |  |  |  |
|  |  |                                                       |                                  |                                  |                                  |                                  |                                  |  |  |                                                      |                                                      |                                                      |                                                      |                                                       |                                                       |                                                       |                                                       | |                                                           |                                                           |                                                           |                                                               |                                                               |                                                               |                                                               |                                                                        |                                                                        |                                                                        |                                                                        |                                                                        |                                                                        |  |  |                                                        |                                                        |                                                        |                                                        |                                                        |                                                        |  |  |  |  |  |  |  |  |  |  |  |  |  |  |  |  |
|  |  |                                                       |                                  |                                  |                                  |                                  |                                  |  |  |                                                      |                                                      |                                                      |                                                      |                                                       |                                                       |                                                       |                                                       | |                                                           |                                                           |                                                           |                                                               |                                                               |                                                               |                                                               |                                                                        |                                                                        |                                                                        |                                                                        |                                                                        |                                                                        |  |  |                                                        |                                                        |                                                        |                                                        |                                                        |                                                        |  |  |  |  |  |  |  |  |  |  |  |  |  |  |  |  |
|  |  | Seyyed Ahmad Safavi (d.1775)                          | Seyyed Ahmad Safavi (d.1775)     | Seyyed Ahmad Safavi (d.1775)     | Seyyed Ahmad Safavi (d.1775)     | Seyyed Ahmad Safavi (d.1775)     | Seyyed Ahmad Safavi (d.1775)     |  |  | Princesa Ismat-ol-Nisa (d.1774)                      | Princesa Ismat-ol-Nisa (d.1774)                      | Princesa Ismat-ol-Nisa (d.1774)                      | Princesa Ismat-ol-Nisa (d.1774)                      | Princesa Ismat-ol-Nisa (d.1774)                       | Princesa Ismat-ol-Nisa (d.1774)                       |                                                       |                                                       | 11. Abbas III (n.1731-k.1740) Xa de Pèrsia 1732-1736                                                    | 11. Abbas III (n.1731-k.1740) Xa de Pèrsia 1732-1736      | 11. Abbas III (n.1731-k.1740) Xa de Pèrsia 1732-1736      | 11. Abbas III (n.1731-k.1740) Xa de Pèrsia 1732-1736      | 11. Abbas III (n.1731-k.1740) Xa de Pèrsia 1732-1736          | 11. Abbas III (n.1731-k.1740) Xa de Pèrsia 1732-1736          |                                                               |                                                               |                                                                        |                                                                        |                                                                        |                                                                        |                                                                        |                                                                        |  |  |                                                        |                                                        |                                                        |                                                        |                                                        |                                                        |  |  |  |  |  |  |  |  |  |  |  |  |  |  |  |  |
|  |  | Seyyed Ahmad Safavi (d.1775)                          | Seyyed Ahmad Safavi (d.1775)     | Seyyed Ahmad Safavi (d.1775)     | Seyyed Ahmad Safavi (d.1775)     | Seyyed Ahmad Safavi (d.1775)     | Seyyed Ahmad Safavi (d.1775)     |  |  | Princesa Ismat-ol-Nisa (d.1774)                      | Princesa Ismat-ol-Nisa (d.1774)                      | Princesa Ismat-ol-Nisa (d.1774)                      | Princesa Ismat-ol-Nisa (d.1774)                      | Princesa Ismat-ol-Nisa (d.1774)                       | Princesa Ismat-ol-Nisa (d.1774)                       |                                                       |                                                       | 11. Abbas III (n.1731-k.1740) Xa de Pèrsia 1732-1736                                                    | 11. Abbas III (n.1731-k.1740) Xa de Pèrsia 1732-1736      | 11. Abbas III (n.1731-k.1740) Xa de Pèrsia 1732-1736      | 11. Abbas III (n.1731-k.1740) Xa de Pèrsia 1732-1736      | 11. Abbas III (n.1731-k.1740) Xa de Pèrsia 1732-1736          | 11. Abbas III (n.1731-k.1740) Xa de Pèrsia 1732-1736          |                                                               |                                                               |                                                                        |                                                                        |                                                                        |                                                                        |                                                                        |                                                                        |  |  |                                                        |                                                        |                                                        |                                                        |                                                        |                                                        |  |  |  |  |  |  |  |  |  |  |  |  |  |  |  |  |
|  |  |                                                       |                                  |                                  |                                  |                                  |                                  |  |  |                                                      |                                                      |                                                      |                                                      |                                                       |                                                       |                                                       |                                                       | |                                                           |                                                           |                                                           |                                                               |                                                               |                                                               |                                                               |                                                                        |                                                                        |                                                                        |                                                                        |                                                                        |                                                                        |  |  |                                                        |                                                        |                                                        |                                                        |                                                        |                                                        |  |  |  |  |  |  |  |  |  |  |  |  |  |  |  |  |
|  |  |                                                       |                                  |                                  |                                  |                                  |                                  |  |  |                                                      |                                                      |                                                      |                                                      |                                                       |                                                       |                                                       |                                                       | |                                                           |                                                           |                                                           |                                                               |                                                               |                                                               |                                                               |                                                                        |                                                                        |                                                                        |                                                                        |                                                                        |                                                                        |  |  |                                                        |                                                        |                                                        |                                                        |                                                        |                                                        |  |  |  |  |  |  |  |  |  |  |  |  |  |  |  |  |
|  |  | 13. Ismaïl III (n.1733-d.1773) Xa de Pèrsia 1750-1773 |                                  |                                  |                                  |                                  |                                  |  |  |                                                      |                                                      |                                                      |                                                      |                                                       |                                                       |                                                       |                                                       | |                                                           |                                                           |                                                           |                                                               |                                                               |                                                               |                                                               |                                                                        |                                                                        |                                                                        |                                                                        |                                                                        |                                                                        |  |  |                                                        |                                                        |                                                        |                                                        |                                                        |                                                        |  |  |  |  |  |  |  |  |  |  |  |  |  |  |  |  |
|  |  |                                                       |                                  |                                  |                                  |                                  |                                  |  |  |                                                      |                                                      |                                                      |                                                      |                                                       |                                                       |                                                       |                                                       | |                                                           |                                                           |                                                           |                                                               |                                                               |                                                               |                                                               |                                                                        |                                                                        |                                                                        |                                                                        |                                                                        |                                                                        |  |  |                                                        |                                                        |                                                        |                                                        |                                                        |                                                        |  |  |  |  |  |  |  |  |  |  |  |  |  |  |  |  |
|  |  | Princesa Zeynab-ol-Nisa (d.1782)                      | Princesa Zeynab-ol-Nisa (d.1782) | Princesa Zeynab-ol-Nisa (d.1782) | Princesa Zeynab-ol-Nisa (d.1782) | Princesa Zeynab-ol-Nisa (d.1782) | Princesa Zeynab-ol-Nisa (d.1782) |  |  | 14. Sulta Mohammad (n.1778-d.1796) Xa de Pèrsia 1786 | 14. Sulta Mohammad (n.1778-d.1796) Xa de Pèrsia 1786 | 14. Sulta Mohammad (n.1778-d.1796) Xa de Pèrsia 1786 | 14. Sulta Mohammad (n.1778-d.1796) Xa de Pèrsia 1786 | 14. Sulta Mohammad (n.1778-d.1796) Xa de Pèrsia 1786  | 14. Sulta Mohammad (n.1778-d.1796) Xa de Pèrsia 1786  |                                                       |                                                       | |                                                           |                                                           |                                                           |                                                               |                                                               |                                                               |                                                               |                                                                        |                                                                        |                                                                        |                                                                        |                                                                        |                                                                        |  |  |                                                        |                                                        |                                                        |                                                        |                                                        |                                                        |  |  |  |  |  |  |  |  |  |  |  |  |  |  |  |  |
|  |  | Princesa Zeynab-ol-Nisa (d.1782)                      | Princesa Zeynab-ol-Nisa (d.1782) | Princesa Zeynab-ol-Nisa (d.1782) | Princesa Zeynab-ol-Nisa (d.1782) | Princesa Zeynab-ol-Nisa (d.1782) | Princesa Zeynab-ol-Nisa (d.1782) |  |  | 14. Sulta Mohammad (n.1778-d.1796) Xa de Pèrsia 1786 | 14. Sulta Mohammad (n.1778-d.1796) Xa de Pèrsia 1786 | 14. Sulta Mohammad (n.1778-d.1796) Xa de Pèrsia 1786 | 14. Sulta Mohammad (n.1778-d.1796) Xa de Pèrsia 1786 | 14. Sulta Mohammad (n.1778-d.1796) Xa de Pèrsia 1786  | 14. Sulta Mohammad (n.1778-d.1796) Xa de Pèrsia 1786  |                                                       |                                                       | |                                                           |                                                           |                                                           |                                                               |                                                               |                                                               |                                                               |                                                                        |                                                                        |                                                                        |                                                                        |                                                                        |                                                                        |  |  |                                                        |                                                        |                                                        |                                                        |                                                        |                                                        |  |  |  |  |  |  |  |  |  |  |  |  |  |  |  |  |